# Christian Dobnik
Christian Dobnik (Klagenfurt, 10 luglio 1986) è un ex calciatore austriaco, di ruolo portiere.